# Volubilis
Walili (Volubilis) es una antigua ciudad maura y romana situada en el territorio del actual Marruecos, a unos 20 km al norte de Mequinez, al pie del monte Zerhun, y a 4 de Mulay Idris, la ciudad santa de Marruecos. Fue capital del reino de Mauritania hasta la llegada al trono de Juba II y pasó a ser una ciudad romana cuando el imperio romano absorbió el reino. El yacimiento arqueológico de Volubilis es posiblemente el yacimiento romano mejor preservado de esta área del norte de África. Fue incluido en la lista del Patrimonio de la Humanidad de Unesco en 1997.

## Historia

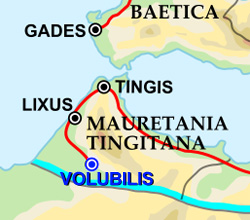
Mapa de Mauretania Tingitana con la ubicación de Volubilis

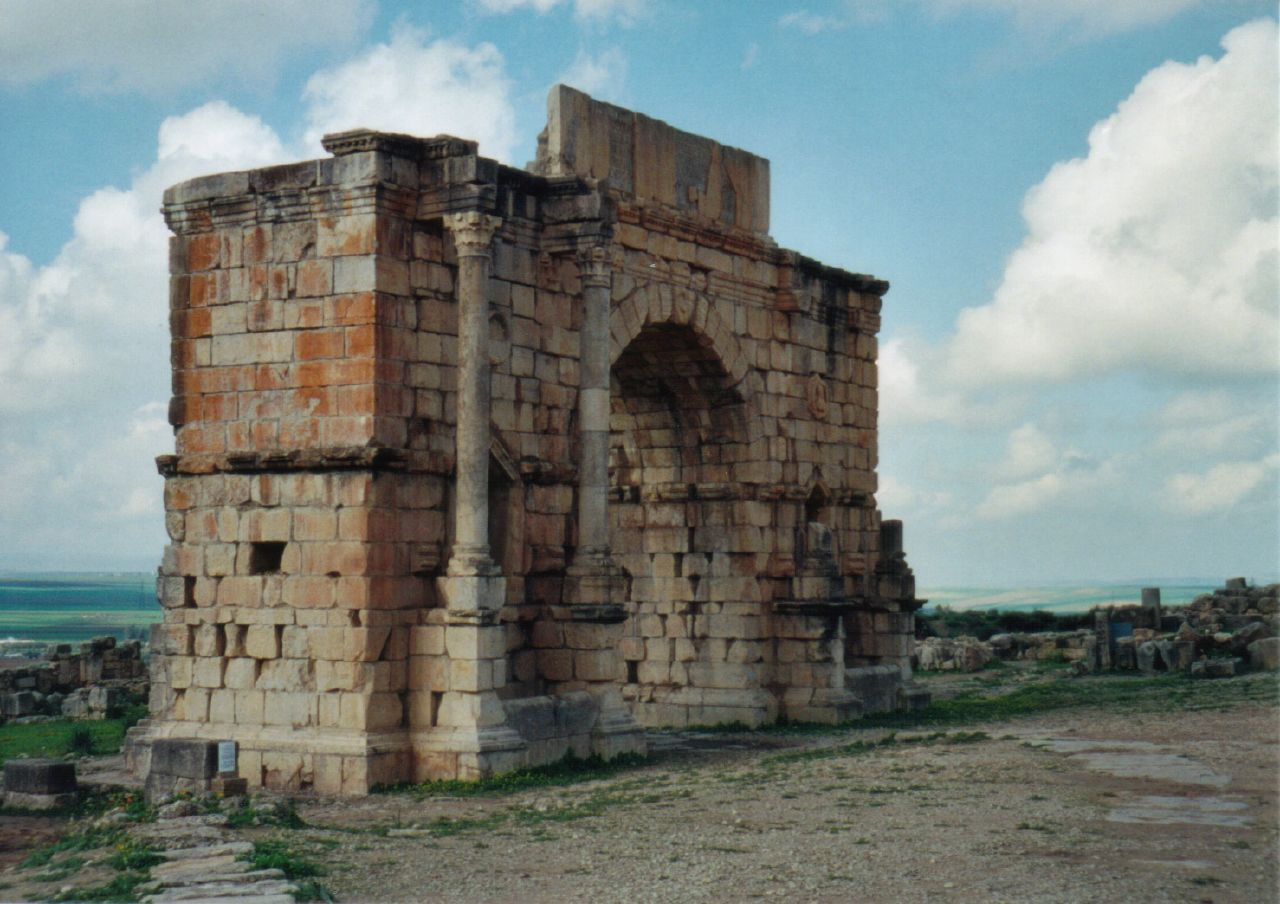
Arco de triunfo de Caracalla.

Parece ser que la ciudad fue fundada por la República Cartaginesa en el siglo III a. C. El nombre Volubilis parece ser la latinización de «Oualili» (adelfas en bereber). Tras la caída de Cartago en 146 a. C., el reino de Mauritania pasó a ser un estado cliente de Roma. Augusto puso en el trono de Mauritania a Juba II, rey de Numidia, quien decidió construir su capital en Volubilis. En el año 44, Claudio anexionó Mauritania al Imperio romano unos años después del asesinato del rey Ptolomeo por el emperador Calígula, creando la provincia de Mauritania Tingitana, adquiriendo Volubilis el estatus de municipio gobernado por duoviri.
Con una prosperidad basada en la producción y comercio de aceite (se han encontrado numerosos restos de prensas de aceite), trigo y de animales salvajes destinados a los circos, Volubilis se convirtió en la principal ciudad del interior de la provincia y un importante centro administrativo, residencia de los procuradores de la provincia. Consecuencia de su prosperidad, la ciudad fue dotada de bellas construcciones, como una basílica, un foro, templos, un arco de triunfo... Según el Itinerario de Antonino Pío, Volubilis se encontraba situada a 144 millas romanas de Tingis y a 4 de la última ciudad romana del interior, Tocolocida. Durante el reinado de Marco Aurelio, Volubilis se rodea de una muralla.
Sin embargo, hacia 285, Diocleciano decidió abandonar los territorios de la provincia situados al sur de Lixus (actual Larache) y los funcionarios romanos dejaron el área, replegándose hacia Tingis, la capital provincial. Sin embargo, la retirada del imperio no hizo que Volubilis fuese abandonada (de hecho, el latín siguió en uso hasta la conquista de la zona por los árabes en el siglo VIII), aunque sí que cambiará radicalmente el poblamiento de la ciudad. El acueducto dejó de ser mantenido y tras su avería los habitantes de la ciudad abandonaron las zonas altas para aproximarse al río. La población se asentó en la parte oeste de la ciudad y  construyó una muralla que separaba la parte habitada de la abandonada, la cual se ocupó con cementerios.
En 631, los árabes toman la zona, instalando una guarnición en Volubilis. En 789, Idrís I, el fundador de la dinastía idrisí y bisnieto de Mahoma, escapa de los abasidas y se asienta en Volubilis, que recupera su antiguo nombre de Oulili. Con la fundación de Fez por Idris II (808), Volubilis pierde su importancia, declinando definitivamente en el siglo XVIII. A principios de ese siglo, el segundo sultán alauita, Muley Ismail, desmanteló prácticamente todos los edificios emblemáticos de la ciudad para aprovechar sus materiales en la construcción de los palacios de la nueva capital que estaba construyendo, Mequinez. El terremoto de 1755 fue el golpe de gracia para la ciudad, que ya se encontraba prácticamente despoblada.

## Restos arqueológicos

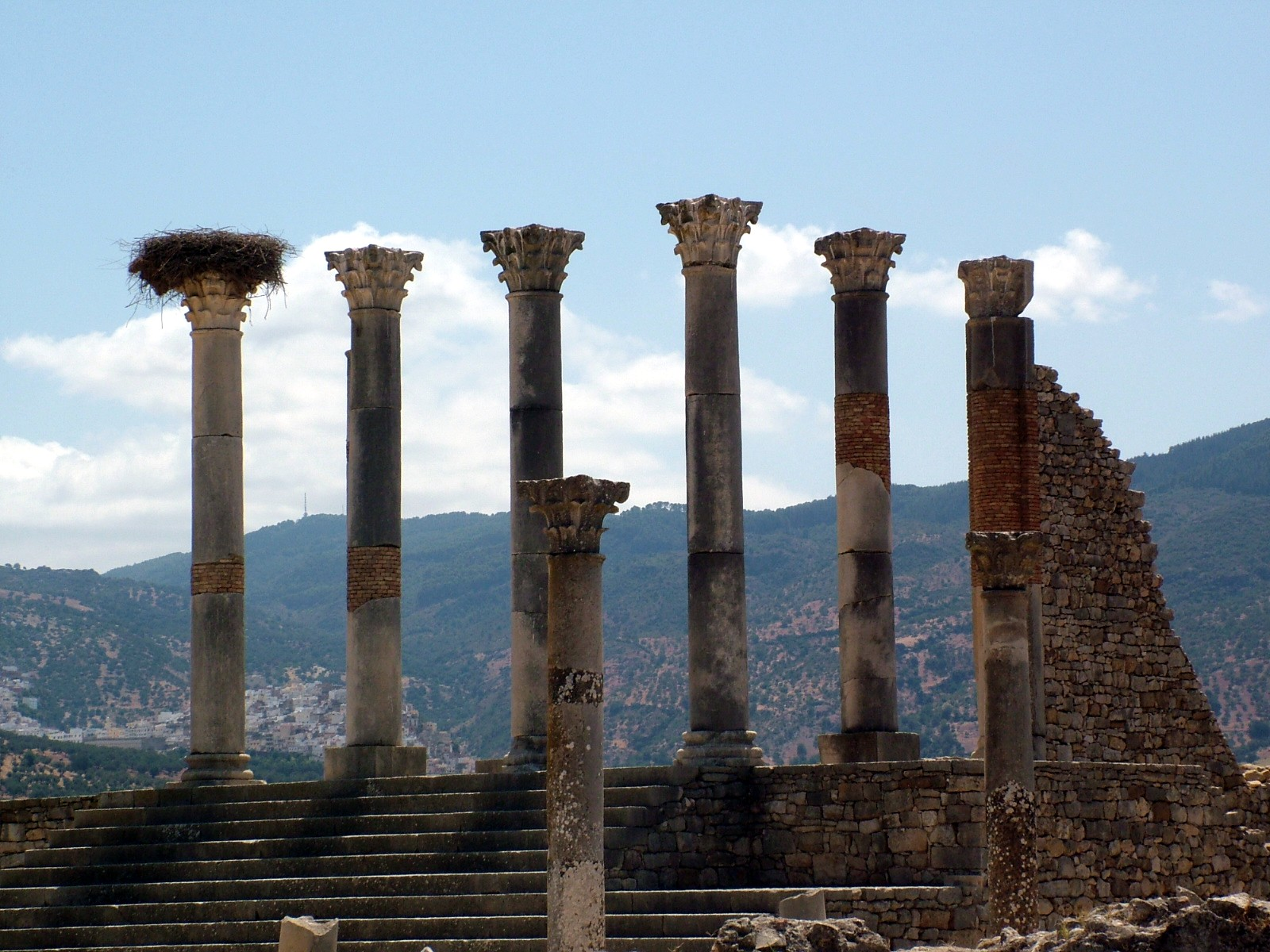
Templo Capitolino

La excavación del yacimiento arqueológico la comenzaron los franceses en 1915.
El yacimiento, que ocupa unas 20 ha y apenas ha sido excavado a la mitad, contiene infinidad de restos arqueológicos y monumentos. Los más importantes son el foro, una basílica del siglo II y el Templo Capitolino, situados, según la costumbre romana, en lo más alto de la ciudad, y el Arco de Triunfo de Caracalla, situado sobre el decumano y construido en 217 para agradecer al emperador por haber extendido la ciudadanía romana a todos los habitantes libres del imperio.
También se han desenterrado residencias, las cuales siguen el plano habitual romano con atrio e impluvio, baños, prensas de aceite, tiendas... Se han descubierto también mosaicos que decoraban los pisos de las residencias de los ciudadanos más ricos. En 1946 se encontraron también bustos de bronce, uno de los cuales parece representar a Catón de Útica.